# ラメ (ミュージシャン)
ラメ（6月11日 - ）は、日本のベーシストである。血液型A型。大阪府吹田市出身。愛称は「ラメたん」。ヴィドール（解散）のメンバーでありリーダーであった。

## 来歴
2002年1月21日 - ラメを中心にヴィドールを結成。
2011年1月18日 - ヴィドール解散。ヴィドール解散後はバンドBlack Gene For the Next Sceneというを結成/活動を開始。
2016年4月10日 - Black Gene For the Next Sceneはライブをもって活動停止した。
それ以降の目立った活動はない。

## 人物
樹威と共に数多くの楽曲の作曲を手掛ける。元々ギタリストだったが、Eze:quL在籍時にベーシストに転向した。KISAKIに影響を受け、ベースの音が大きい。モトリー・クルーのニッキー・シックスに憧れている。初めてコピーした曲は「ライブワイヤー」である。結成当初は「女形ベーシスト」として活動していたが、現在はメイクは薄くなっている。ライブ前にお菓子を観客に向けて投げるのが定番となっている。KISAKIとはMatina時代からの知り合いで、樹威同様親交が深い。